# Janusz Pietruk
Janusz Pietruk (ur.: 1936, zm.: 2010) – polski brydżysta, Arcymistrz.

## Wyniki brydżowe

### Rozgrywki krajowe
W rozgrywkach krajowych zdobywał następujące lokaty:
| Drużynowe mistrzostwa Polski | Drużynowe mistrzostwa Polski | Drużynowe mistrzostwa Polski |
| Sezon                        | Drużyna                      | Pozycja                      |
| ---------------------------- | ---------------------------- | ---------------------------- |
| 1971                         | Orzeł Warszawa               | 3                            |

### Olimiady
Na olimpiadach uzyskał następujące rezultaty:
| Olimpiady brydżowe. Zawody teamów | Olimpiady brydżowe. Zawody teamów | Olimpiady brydżowe. Zawody teamów | Olimpiady brydżowe. Zawody teamów | Olimpiady brydżowe. Zawody teamów | Olimpiady brydżowe. Zawody teamów |
| Rok                               | Miejsce                           | Zawody                            | Kategoria                         | Drużyna                           | Pozycja                           |
| --------------------------------- | --------------------------------- | --------------------------------- | --------------------------------- | --------------------------------- | --------------------------------- |
| 1972                              | Miami Beach                       | 4 Olimpiada Brydżowa              | Open                              | Poland                            | 13                                |

### Zawody europejskie
W europejskich zawodach zdobył następujące lokaty:
| Zawody europejskie. Konkurencja teamów | Zawody europejskie. Konkurencja teamów | Zawody europejskie. Konkurencja teamów | Zawody europejskie. Konkurencja teamów | Zawody europejskie. Konkurencja teamów | Zawody europejskie. Konkurencja teamów |
| Rok                                    | Miejsce                                | Zawody                                 | Kategoria                              | Drużyna                                | Pozycja                                |
| -------------------------------------- | -------------------------------------- | -------------------------------------- | -------------------------------------- | -------------------------------------- | -------------------------------------- |
| 1970                                   | Estoril                                | 28 Mistrzostwa Europy Teamów           | Open                                   | Poland                                 | 2                                      |
| 1969                                   | Oslo                                   | 27 Mistrzostwa Europy Teamów           | Open                                   | Poland                                 | 8                                      |

## Klasyfikacje brydżowe
- Janusz Pietruk – klasyfikacja PZBS
- Janusz Pietruk – klasyfikacja EBL (ang.)
- Janusz Pietruk – klasyfikacja WBF (ang.)